# Sons and Fascination
Sons and Fascination ist das vierte Studioalbum der schottischen Rockband Simple Minds. Das Album erschien gleichzeitig mit dem Album Sister Feelings Call.

## Geschichte
Mit der Trennung von Zoom Records trennte sich die Band auch von John Leckie, dem Produzenten der ersten drei Alben, und verpflichtete Steve Hillage. Hillage drückte zusammen mit den Toningenieuren Hugh Jones und Alan Jakoby der Produktion in den Farmland Studios (von Rupert Hine) und den Regent’s Park Studios seinen Stempel auf. Das Mastering fand in den Townhouse Studios und den Tape One Studios in London statt. Die Produktion klingt einheitlich, Effekte wurden sparsamer eingesetzt und die Genauigkeit in den Vordergrund gestellt, um die Ideen der Band auch im Klang umzusetzen. Die gesamte Produktion wies in die von der Band gewollten Richtung: hörbare, aber doch experimentelle Musik, die sauber produziert war.
In diesem Konzeptalbum verarbeitet die Band eine ausgedehnte Tournee durch die Vereinigten Staaten mit Konzerten in siebzig Städten. Bei den Aufnahmen entstanden mehr Lieder, als auf eine Vinyllangspielplatte gepresst werden können. Die Band wollte auf die Aufnahmen nicht verzichten und Virgin kein Doppelalbum veröffentlichen.

## Veröffentlichung
Sons and Fascination erschien daher gleichzeitig mit Sister Feelings Call im September 1981 bei Virgin Records. In einer ersten Auflage von 10000 Exemplaren wurden beide Alben separat verpackt und zusammen in Folie eingeschweißt verkauft. Virgin entschloss sich für weitere Auflagen, beide Alben separat zu vermarkten und Sister Feelings Call als Minialbum mit reduziertem Preis zu verkaufen.
Bei der Wiederveröffentlichung im Format CD 1985 wurden fünf Titel des Albums Sister Feelings Call in das Album Sons and Fascination integriert. Erst mit der Veröffentlichung einer digital remasterten Version 2003 sind alle sieben Titel von Sister Feelings Call auf dem Album versammelt. 2012 wurde das Album in dem X5 Box-Set von Virgin Records mit 5 Bonustracks wieder veröffentlicht.
Love Song und Sweat in Bullet wurden als Singles ausgekoppelt.

## Titelliste

### OriginalveröffentlichungSons and Fascination
1. In Trance as Mission (6:50)
2. Sweat in Bullet (4:30)
3. 70 Cities as Love Brings the Fall (4:48)
4. Boys From Brazil (5:30)
5. Love Song (5:03)
6. This Earth That You Walk Upon (5:26)
7. Sons & Fascination (5:23)
8. Seeing out the Angel (6:11)

Bonustracks
9. Sweat in Bullet (Extended) (7:23)
10. In Trance As Mission (Live) (7:27)
11. This Earth That You Walk Upon (Instrumental) (5:26)

### OriginalveröffentlichungSister Feelings Call
1. Theme for Great Cities (5:50)
2. The American (3:49)
3. 20th Century Promised Land (4:53)
4. Wonderful in Young Life (5:20)
5. League of Nations (4:56)
6. Careful in Career (5:08)
7. Sound in 70 Cities (5:04)

Bonustracks
8. The American (Extended) (7:03)
9. League of Nations (Live) (6:22)

### Sons and Fascination (Includes Sister Feelings Call)CD, 1985
1. In Trance as Mission (6:50)
2. Sweat in Bullet (4:30)
3. 70 Cities as Love Brings the Fall (4:48)
4. Boys From Brazil (5:30)
5. Love Song (5:03)
6. This Earth That You Walk Upon (5:26)
7. Sons and Fascination (5:23)
8. Seeing out the Angel (6:11)
9. Theme for Great Cities (5:50)
10. The American (3:49)
11. 20th Century Promised Land (4:53)
12. Wonderful in Young Life (5:20)
13. Careful in Career (5:08)

### Sons and Fascination/Sister Feelings Call RemasteredCD, 2003
1. In Trance as Mission (6:50)
2. Sweat in Bullet (4:30)
3. 70 Cities as Love Brings the Fall (4:48)
4. Boys From Brazil (5:30)
5. Love Song (5:03)
6. This Earth That You Walk Upon (5:26)
7. Sons and Fascination (5:23)
8. Seeing out the Angel (6:11)
9. Theme for Great Cities (5:50)
10. The American (3:49)
11. 20th Century Promised Land (4:53)
12. Wonderful in Young Life (5:20)
13. League of Nations (4:56)
14. Careful in Career (5:08)
15. Sound in 70 Cities (5:04)

## Besetzung
- Jim Kerr (Gesang)
- Charlie Burchill (Gitarre)
- Derek Forbes (Bass)
- Brian McGee (Schlagzeug, Percussion)
- Michael MacNeil (Keyboards)

## Charterfolg  und Zertifikation
Sons and Fascination erreichte im September 1981 in den britischen Albencharts Platz 11 und wurde vom britischen Phonoverband im November 1986 mit einer Goldenen Schallplatte zertifiziert.

## Rezension
Die Süddeutsche Zeitung siedelte den Sound des Albums „zwischen infernalischem Maschinengeknatter und elegischer Dramatik“ an.
Dave Thompson sieht nur wenige herausstechende Titel, „denn die Wucht von Jedem ist faszinierend“ („but the momentum of each is spellbinding“).
Andy Kellman von Allmusic bezeichnet das Album als „substanziellen Teil des Simple Minds Puzzles“ („a substantial piece of the Simple Minds puzzle“).